# Vyvážení bílé

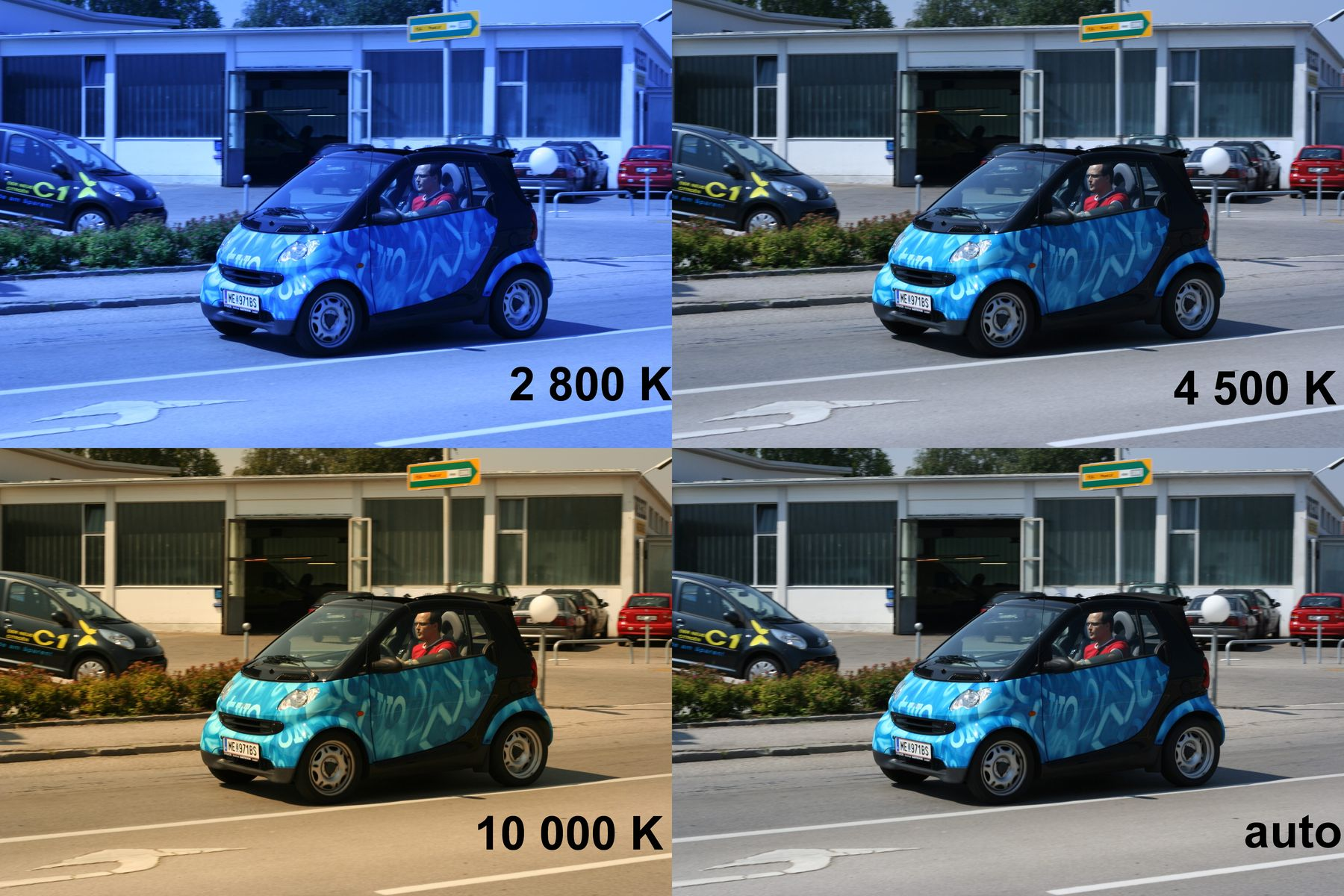
Vyvážení bílé v různých teplotách chromatičnosti.

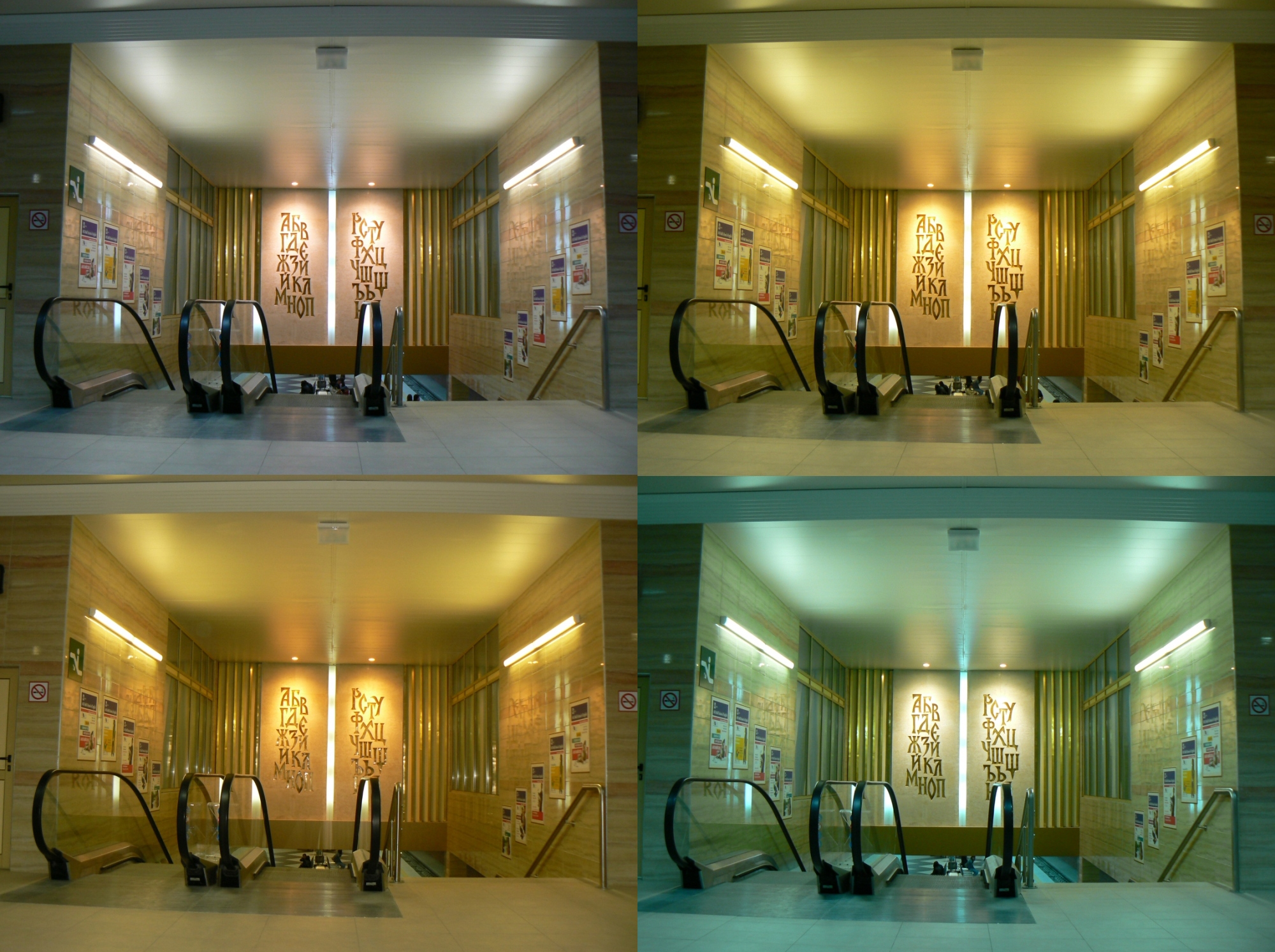
Fotografie interiéru v různých přednastaveních fotoaparátu:
↖ automatické vyrovnání,
↗ slunce
↙ blesk
↘ wolframová žárovka

Vyvážení bílé (v angličtině White Balance, WB) je ve fotografii nebo kinematografii označení pro úkon spočívající v barevném vyvážení předmětu snímání (a jeho světelným podmínkám) tak, aby se zachycený obraz co nejlépe shodoval s podáním barev, tak jak je vidí lidské oko.
Světelné podmínky mohou být různé, každý světelný zdroj může mít jinou barevnou teplotu a zatímco lidské oko se těmto podmínkám umí do značné míry subjektivně přizpůsobit, u filmu nebo digitálního světlocitlivého čipu tomu tak není a odchylka od světelných podmínek, na které je přístroj v ten který okamžik nastaven, se výrazně projeví.
Nastavení bílé se diametrálně liší podle technologie daného fotografického přístroje.

## Film
Každý (barevný) film má výrobcem uvedeno, pro jaký druh světla je určen: zdali pro umělé (označení Tungsten nebo T) nebo denní (Daylight nebo D). Zpravidla to odpovídá teplotám chromatičnosti 2800 K (Tungsten) resp. 5600 K (Daylight). Je-li použito odpovídajícího osvětlení pro daný typ filmu, zpravidla není nutné nic vyrovnávat, v opačném případě je vhodné použít konverzní fotografický filtr.

## Digitální zpracování
U digitálních fotoaparátů a kamer neexistuje žádné vyměnitelné fyzické médium nesoucí každý jednotlivý snímek obrazu - nahradil je světlocitlivý polovodičový čip, jehož rozlišení, citlivost a další vlastnosti jsou jednou určeny a s výjimkou servisní výměny nejdou ovlivnit. Co se ovlivnit dá, je jaký obraz na čip bude dopadat a jak tento čip zaznamenaný obraz převede a interpretuje.
U dražších digitálních kamer a zrcadlovek je zpravidla opět možnost připevnění konverzního nebo barevného filtru před objektiv a tím ovlivnit buď tonalitu nebo teplotu chromatičnosti celého obrazu.
Každopádně, i levné digitální fotoaparáty možnost vyvážení bílé většinou nabízejí, obvykle spolu s přednastavenými hodnotami pro denní a umělé světlo.